# Guillaume Tell et le Clown
Guillaume Tell et le Clown je francouzský němý film z roku 1898. Režisérem je Georges Méliès (1861–1938). Film trvá zhruba jednu minutu. Premiéru měl v roce 1898.

## Děj
Klaun si chce zahrát na Viléma Tella a sestaví si mužskou figurínu, na jejíž hlavu položí hlávkové zelí, které by kuší sestřelil. Figurína ale oživne a hodí zelí po klaunovi, když se nedívá. Ten se naštve, ulomí figuríně ruku, zasměje se a zase jí tam vrátí. Když se otočí pro kuši, figurína ho zezadu uhodí. Klaun se zvedne a oddělí od těla figuríny hlavu, do které si kopne. Pak hlavu vrátí a znovu se otočí pro kuši. Figurína zase oživne, násilně zbije klauna a uteče. Klaun se rozčílí, vezme kuši a běží za ní.